# Juan Bautista Menten
Juan Bautista Menten (22 de junio de 1838 Krefeld - 15 de mayo de 1900 Popayán) fue un astrónomo, matemático, geógrafo jesuita originario de Alemania. Llegó a Ecuador en 1870 junto con otros religiosos de la Compañía de Jesús para dirigir la Facultad de Ciencias de la Escuela Politécnica Nacional. Bajo el auspicio del presidente Gabriel García Moreno, Menten desempeñó un papel crucial en la construcción del Observatorio Astronómico de Quito, seleccionando su ubicación ideal en el Parque de la Alameda y supervisando su diseño inspirado en modelos europeos. Además de su labor en el observatorio, Menten fue un prolífico escritor, publicando estudios astronómicos, textos de trigonometría y geografía, así como un mapa de Quito. Su legado científico perdura en Ecuador, a pesar de su posterior exilio a Colombia, donde falleció en 1900.

## Biografía

### Primeros años
Menten nació el 22 de junio del año 1838 en Krefeld un pequeño pueblo de situado en el oeste de Alemania. En ese lugar también comenzaron sus estudios de humanidades.
El 2 de noviembre de 1856 ingresó a la compañía y estudió luego en los colegios de Gorheim, friedrichsburg, Aix la Chapelle; y ciencias naturales, juntamente con los Padres Luis Dressel y Franz Theodor Wolf, en la Universidad de Bonn. Posteriormente, en los años de 1864 a 1866 curso astronomía en la misma universidad, donde tuvo como profesor al célebre astrónomo Asgelander. Sus últimos estudios de teología los hizo en Roma, donde fue ayudante del insigne jesuita y astrónomo Angelo Secchi. 

### Llegada a Ecuador
Debía ir a dirigir el observatorio de los jesuitas en Bombay cuando en 1870 fue destinado a Quito con el cargo de Decano y Director de la Facultad de Ciencia de la Escuela Politécnica Nacional, ya que durante la presidencia de Gabriel García Moreno con el fin de impulsar la educación acabó con la expulsión de los jesuitas que había ocurrido en gobiernos anteriores y aprovechó su conocimiento para desarrollar las investigaciones científicas.
Menten enseñó en ella astronomía, geodesia y alemán desde el 4 de octubre de 1870.  Posteriormente enseña hidrotecnia y alemán; y en todas estas asignaturas demostró su alta  preparación científica. El P. Menten fue el primer Director del observatorio Astronómico, y  a su cargo corrió la vigilancia de la construcción de este edificio, una de las más grandiosas y bellas iniciativas científicas de García Moreno. En esa época se encontraba en las afueras del centro de la ciudad, en el Parque de la Alameda, donde también se fundó el Jardín Botánico. Fue junto a Theodor Wolf en la geografía y Luis Sodiro en la botánica uno de los científicos más destacados que llegaron a Ecuador en la segunda mitad del siglo XIX y que tuvieron un impacto importante dentro de la historia de ese país.

### Construcción del Observatorio Astronómico

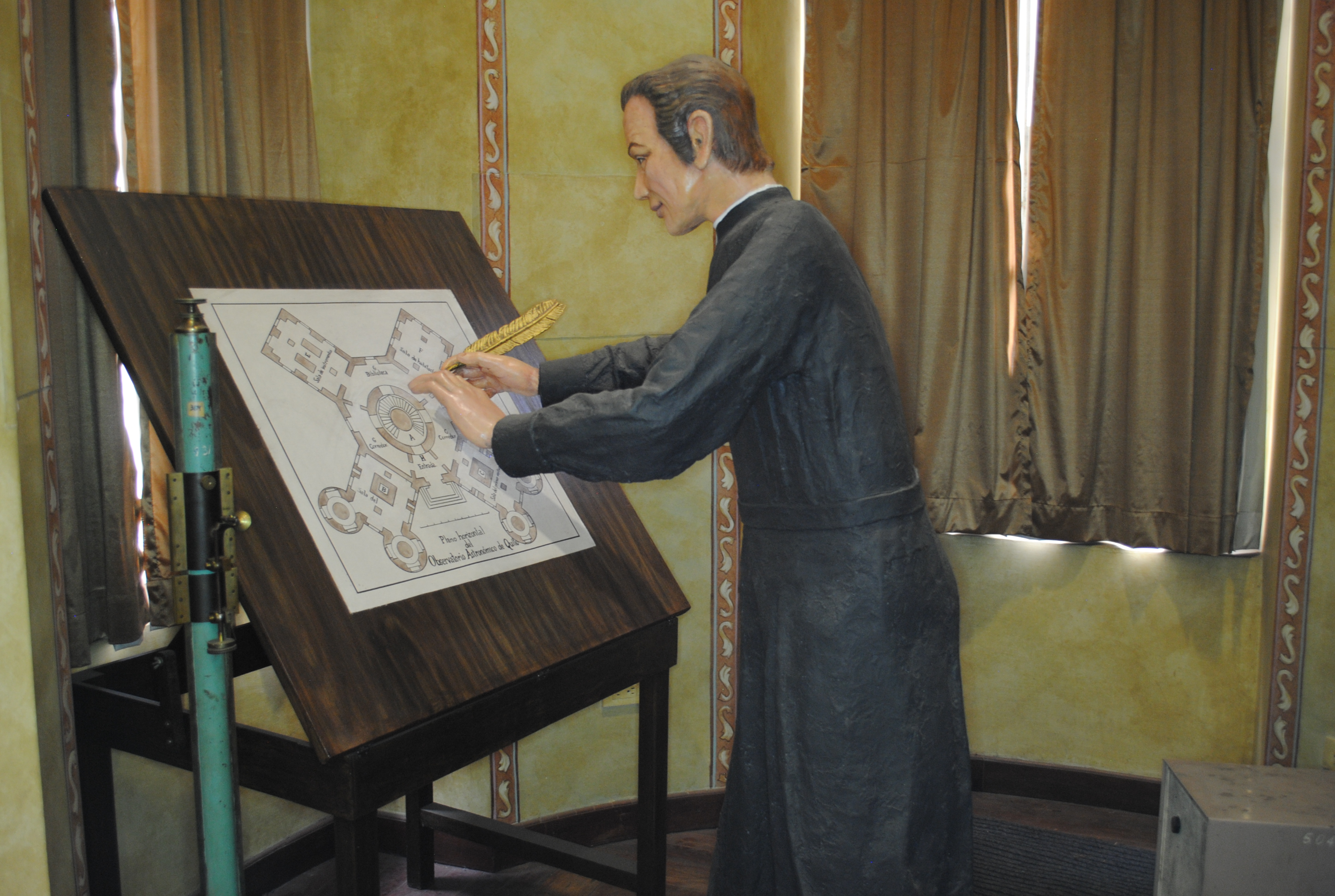
Representación de Menten diseñando los planos del Observatorio Astronómico

La visión de García Moreno de establecer un observatorio astronómico en la línea ecuatorial se remonta a sus primeros años de gobierno. Buscó la colaboración del gobierno francés para este proyecto, ofreciendo cubrir los gastos de terreno, construcción y la mitad de los salarios, mientras solicitaba a Francia los instrumentos y la otra mitad de los gastos. Sin embargo, a pesar del respaldo de astrónomos del Instituto, el ministro de Instrucción Pública francés rechazó la propuesta, subestimando las ventajas únicas de la ubicación del observatorio en Quito. A pesar de este revés, García Moreno no abandonó su idea y decidió llevarla a cabo con recursos ecuatorianos. En 1871, reafirmó su convicción de que el Observatorio de Quito, gracias a su ubicación privilegiada, se convertiría en un centro de descubrimientos astronómicos de renombre mundial. Además, planeaba que sus astrónomos corrigieran las mediciones del arco meridiano realizadas por académicos franceses y marinos españoles en el siglo XVIII, lo que contribuiría significativamente a la precisión de los datos científicos.
Los estudios contemporáneos, como el de Perrier sobre la expedición de los geodésicos, han validado las predicciones científicas de García Moreno respecto a la ubicación ideal para el observatorio. Con gran entusiasmo, García Moreno encargó al Padre Menten la selección del lugar, quien realizó extensas exploraciones en los alrededores de Quito. Menten descartó inicialmente el Panecillo debido a la frecuente formación de niebla, la obstrucción del horizonte por el Pichincha y la difícil accesibilidad. Finalmente, optó por la Alameda, al norte de la ciudad, que ofrecía un horizonte despejado, una altura adecuada y fácil acceso. El diseño del observatorio se basó en modelos europeos, especialmente el de Bonn, considerado uno de los mejores. La elección de la Alameda y el diseño inspirado en observatorios de renombre demuestran la visión de García Moreno de dotar a Quito de un instituto científico de primer nivel.
El Observatorio Astronómico de Quito, construido con meticuloso cuidado para satisfacer las necesidades de la astronomía moderna, enfrentó desafíos significativos en la construcción de sus torres giratorias. Para superar estas dificultades, se consultó a expertos como Sigsmund Merz y el Sr. Lamont, lo que llevó a la elección de una torre de hierro diseñada por un ingeniero de Núremberg. La torre principal, junto con dos torres más pequeñas, se construyeron en dicha ciudad, aunque estas últimas carecían de una galería exterior. El observatorio albergaba un gran refractor, obra maestra de Sigsmund Merz, uno de los más grandes construidos hasta la fecha, con una abertura de objetivo de nueve pulgadas. Este instrumento, junto con otros equipos de alta calidad, fue adquirido gracias al impulso del Presidente García Moreno, quien no escatimó en gastos para convertir el observatorio en un referente científico. La construcción del edificio concluyó en 1875.
El Presbítero Juan Bautista Menten, Decano de la Politécnica y director del observatorio, desempeñó un papel crucial en su desarrollo. Tras la disolución de la Politécnica, continuó dirigiendo el observatorio hasta 1883, realizando importantes contribuciones a la ciencia y publicando el Boletín del Instituto. Su trabajo incluyó estudios astronómicos, textos de trigonometría, informes sobre expediciones y caminos, así como investigaciones sobre el mapa de Ecuador y el paso de Venus. Menten también elaboró uno de los primeros planos de Quito. Debido a la inestabilidad política, se vio obligado a abandonar Ecuador y refugiarse en Colombia, donde falleció en 1900.

## Escritos

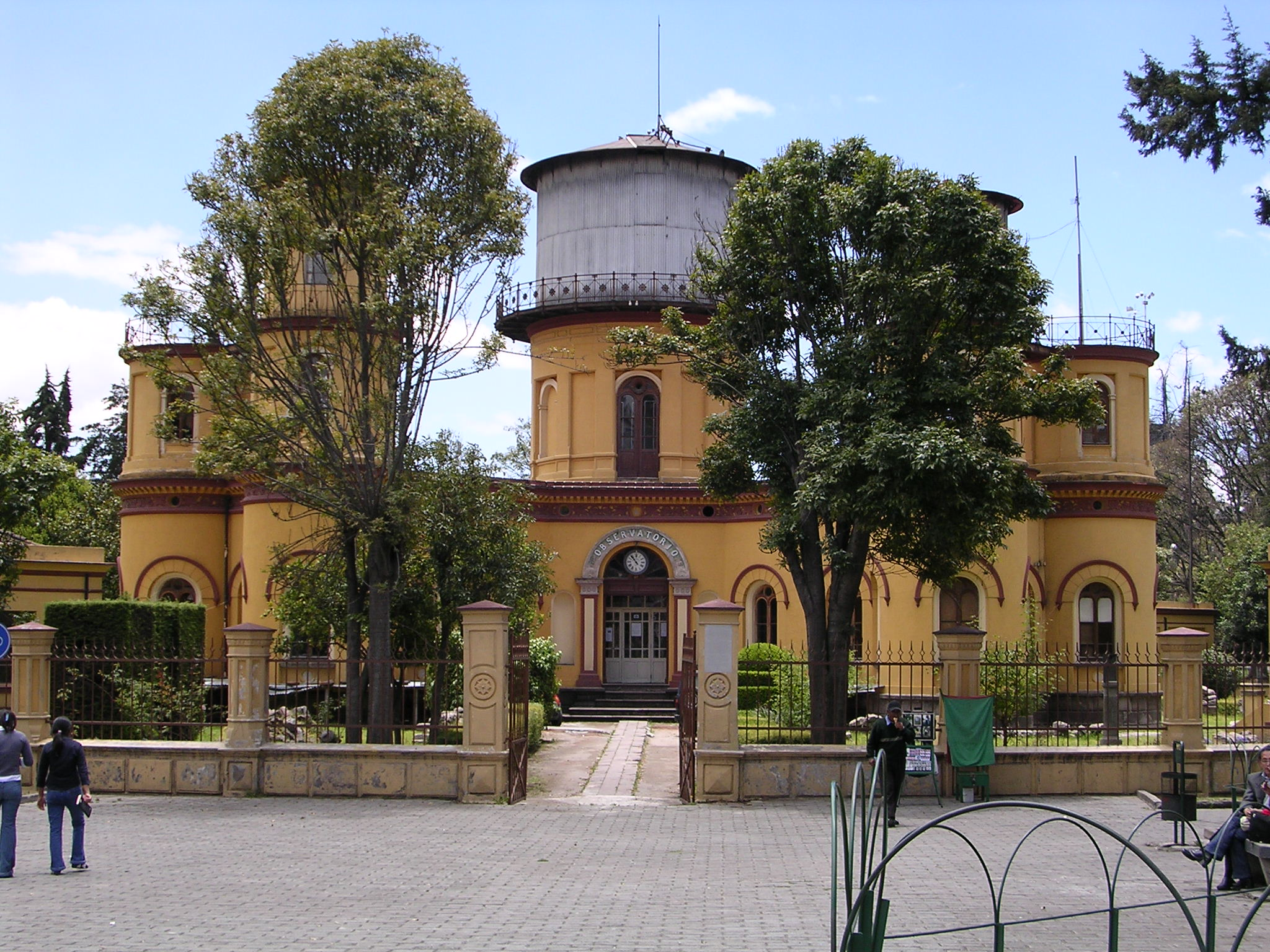
Observatorio astronómico de Quito que fue construido en el y se ubica en el Parque de La Alameda.

### Astronomía
- Estudios astronómicos: en El Nacional de 1871.

- Historia y descripción del Observatorio Astronómico de Quito en 1877.

- Formación del Sistema Solar, 1879-1881.

- El paso de Venus 1882; y otros más en el mismo Boletín ya mencionado.

### Geografía
- Informe sobre el camino de Manabí (En el informe del Ministerio de Hacienda), 1875.
- Informe sobre los caminos de la República y en particular sobre el de Quito a Manabí, 1878.
- Estudios sobre el Mapa del Ecuador, 1879-78. En el Boletín del Observatorio.

### Matemática
- Trigonometría plana y esférica, que fue declarado obligatorio por el Consejo Superior de Instrucción Pública, y las tablas de Logaritmos.

### Ensayos y discursos
- Discurso sobre la enseñanza, 1872.
- Breve relación sobre la expedición de los Académicos franceses, 1875.